# Майк Спаркен
Майк Спаркен (на френски: Mike Sparken) е бивш пилот от Формула 1. Роден на 16 юни 1930 година в Ньой сюр Сен, Франция.

## Формула 1
Майк Спаркен прави своя дебют във Формула 1 в Голямата награда на Великобритания през 1955 година. В световния шампионат записва 1 състезания като не успява да спечели точки. Състезава се за Гордини.